# Totokia
Die Totokia, auch Pineapple Club (englisch für Ananas-Keule), Beaked Battle Hammer (englisch für Schnabel-Kriegshammer) ist eine Kriegskeule von den Fidschi-Inseln.

## Beschreibung
Die Totokia besteht aus Hartholz. Der Schaft ist rund und am Schlagkopfende umgebogen. Der Schlagkopf ist dicker als der Schaft und zu einer runden, eingekerbten Kugel mit einem spitzen Stachel geschnitzt. Durch das Muster des Schlagkopfes kommt auch die englische Bezeichnung „Pineapple Club“.
Die Totokia gibt es in verschiedenen Größen und Längen. Sie wird von den Bewohnern im gesamten Archipel benutzt.